# Joseph A. Califano

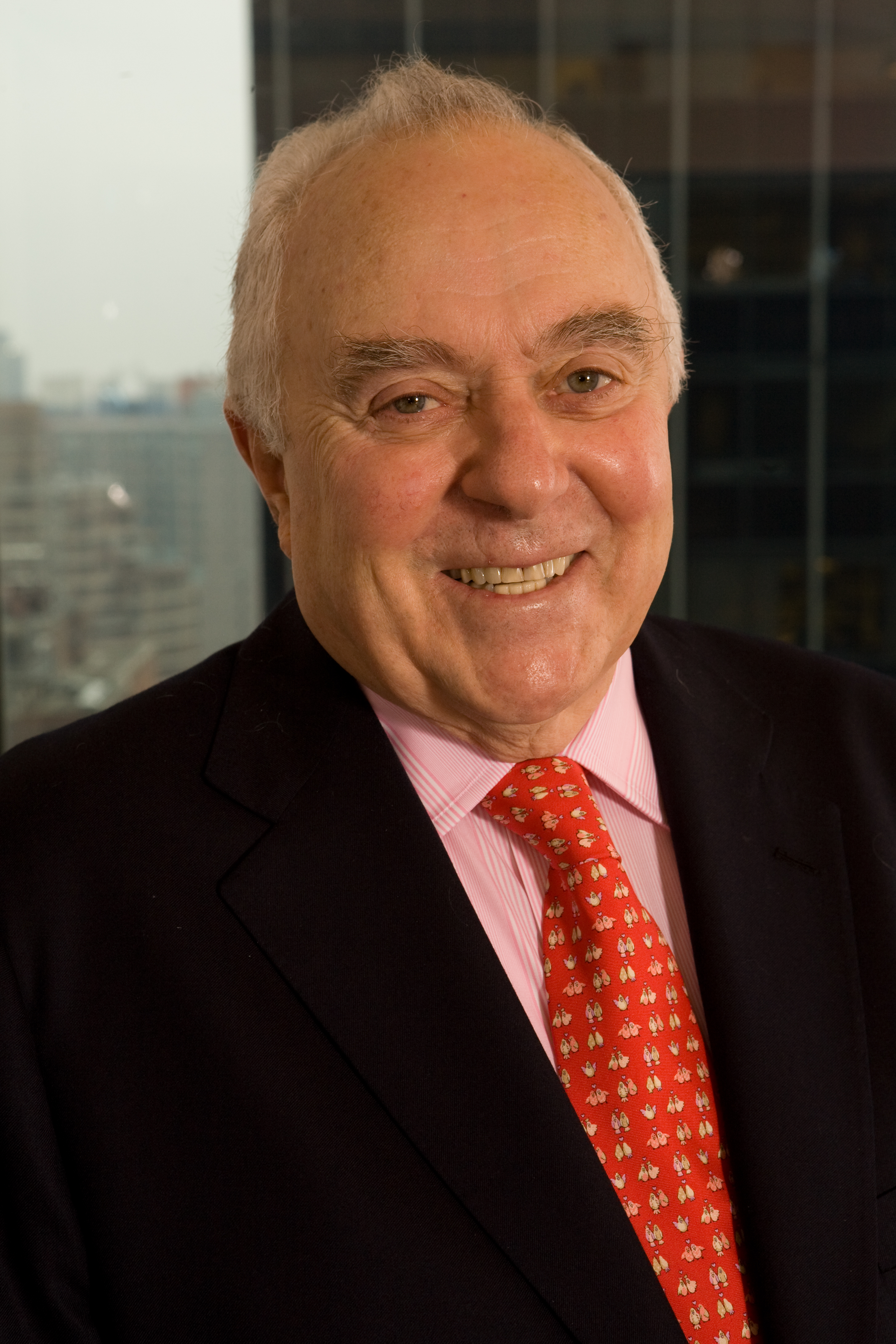
Joseph A. Califano (2007)

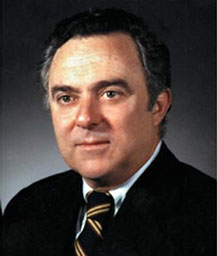
Joseph A. Califano (1977)

Joseph Anthony Califano, Jr. (* 15. Mai 1931 in Brooklyn, New York City) ist ein US-amerikanischer Rechtsanwalt, ehemaliger Gesundheits-, Bildungs- und Wohlfahrtsminister der Vereinigten Staaten sowie Wirtschaftsmanager.

## Biografie
Nach dem Besuch der Brooklyn Preparatory School studierte er am College of the Holy Cross und erwarb dort 1952 einen Bachelor of Arts (B.A.). Ein anschließendes postgraduales Studium der Rechtswissenschaften an der Law School der Harvard University beendete er 1955 mit einem Bachelor of Laws (LL.B.). Während seines Studiums war er Herausgeber der Harvard Law Review. Kurz darauf wurde er als Anwalt im District of Columbia und im Bundesstaat New York zugelassen.
Danach trat er seinen Militärdienst in der US Navy an und wurde nach seinem Ausscheiden aus dem aktiven Dienst als Zivilist im April 1961 Mitarbeiter von Verteidigungsminister Robert McNamara. Zunächst war er Sonderassistent des Obersten Rechtsberaters des Verteidigungsministeriums und dann im Juli 1962 Sonderassistent des Heeresministers (US Secretary of the Army). Zuletzt wurde er im Juli 1963 selbst Oberster Rechtsberater (General Counsel) des US-Verteidigungsministers.
Im Juli 1965 wurde er von Präsident Lyndon B. Johnson zu dessen Sonderassistent für die Innenpolitik ernannt.
Nach dem Ende der Präsidentschaft Johnsons im Januar 1969 war er als Rechtsanwalt tätig und zuletzt zwischen 1971 und 1977 Partner der Anwaltskanzlei Williams & Connolly, einer Kanzlei mit 200 Rechtsanwälten und Sitz in Washington, D.C.
Im Januar 1977 wurde Joseph Califano von Präsident Jimmy Carter als Gesundheits-, Bildungs- und Wohlfahrtsminister (Secretary of Health, Education, and Welfare) in dessen Kabinett berufen. Diesen Kabinettsposten bekleidete er bis 1979. Als Gesundheitsminister setzte er sich für rauchfreie Vereinigte Staaten ein und sah als möglichen Zeitpunkt für die Rauchfreiheit das Jahr 2000.
1983 trat er als Partner in die nach Thomas E. Dewey benannte Kanzlei Dewey Ballantine ein, die 500 Anwälte mit Sitz in New York City beschäftigt. Califano blieb deren Partner bis 1992. Darüber hinaus war er von 2003 bis 2005 Vorstandsmitglied von Viacom und ist seit 2004 Vorstandsmitglied von Midway Games und der Willis Group Holdings. Außerdem war er Mitglied der Vorstände von CBS, Chrysler und der American Ditchley Foundation. 2010 erhielt Califano den Gustav O. Lienhard Award for Advancement of Health Care.
Califano ist darüber in zahlreichen weiteren Organisationen und Institutionen engagiert wie dem Council on Foreign Relations und als Treuhänder (Trustee) des Caring Institute, der The Century Foundation, des John F. Kennedy Center for the Performing Arts sowie des Urban Life Institute.
Als Vorsitzender des 1992 gegründeten Nationalen Zentrums für Sucht und Drogenmissbrauch (National Center on Addiction and Substance Abuse) an der Columbia University setzt er sich seit Jahren gegen Drogenmissbrauch und für Suchtprävention ein.

## Veröffentlichungen
Califano war neben der Veröffentlichung seiner Autobiografien auch Autor zahlreicher zeitgeschichtlicher Bücher. Zu seinen wesentlichen Veröffentlichungen gehören:
- A Presidential Nation. Norton, New York NY 1975, ISBN 0-393-05528-0.
- Governing America. An Insider's Report from the White House and the Cabinet. Simon and Schuster, New York NY 1981, ISBN 0-671-25428-6 (Autobiografie).
- America's Health Care Revolution. Who Lives? Who Dies? Who Pays? Random House, New York NY 1986, ISBN 0-394-54291-6.
- The Triumph & Tragedy of Lyndon Johnson. The White House Years. Simon and Schuster, New York NY u. a. 1992, ISBN 0-671-66489-1 (Biografie).
- Radical Surgery. What's Next for America's Health Care. Times Books, New York NY 1994, ISBN 0-8129-2413-4.
- Inside. A Public and Private Life. PublicAffairs, New York NY 2004, ISBN 1-58648-230-0.
- High Society. How Substance Abuse Ravages America and What To Do About It. PublicAffairs, New York NY 2007, ISBN 978-1-58648-335-7.
- How To Raise A Drug-Free Kid. The Straight Dope for Parents. Simon and Schuster, New York NY u. a. 2009, ISBN 978-1-4391-5631-5.